# Mallin
Mallin este o comună din landul Mecklenburg-Pomerania Inferioară, Germania.